# Departamento de Vina
Vina es un departamento de la región Adamawa de Camerún. En noviembre de 2005 tenía una población censada de 317 888 habitantes.
Está formado por los siguientes municipios:
- Belel 37,663
- Martap 24,815
- Mbe 17,478
- Nganha 28,443
- Ngaoundéré I 78,277
- Ngaoundéré II 84,959
- Ngaoundéré III 17,527
- Nyambaka 28,726